# Mr. Lyle
(Mr Lyle e Miss Parker)
Lyle Parker, in origine Bobbie Bowman (nome e cognome datogli dai genitori adottivi), è uno dei personaggi principali e antagonisti della serie televisiva statunitense Jarod il camaleonte (The Pretender in originale), interpretato da James Denton. Mr Lyle è un membro della struttura nota come Centro e il fratello gemello di Miss Parker. Anche lui, come quest'ultima, viene incaricato di trovare e catturare Jarod, il protagonista della serie.

## Personaggio

### Aspetto
Lyle è un uomo robusto, alto, dai capelli castani e corti. Ha un tatuaggio che rappresenta un serpente che mangia sé stesso, simbolo cambogiano di cannibalismo.
Indossa sempre completi giacca e cravatta, con camicie chiare e scure e, in alcune occasioni, un lungo soprabito nero. Dopo aver tradito la famiglia yakuza (cioè la mafia giapponese), Lyle perderà uno dei suoi pollici. Riacquisterà il pollice, prendendo quello del signor Raines, ma solo per un periodo breve, in quanto lo dovrà "restituire" a quest'ultimo quale segno di lealtà nei suoi confronti.

### Personalità
Mr Lyle è un uomo malvagio, senza scrupoli, disposto a tutto pur di prendere il comando del Centro. È anche un terribile assassino, un cannibale oltre che un trafficante di qualsiasi genere (droga, armi ecc.). Lyle, inoltre, è un'amante nella tortura e ha un debole per le donne orientali L'ambizione più grande di Lyle è quella di prendere il comando del Centro e per questo non si fa scrupoli ad usare le persone o a fare il doppio gioco con Mr. Parker e con il Signor Raines.
Anche Lyle, come Miss Parker, ha più volte tentato di catturare Jarod. A differenza di quest'ultima, tuttavia, ricorre ad ogni mezzo possibile, anche quelli più barbari e disumani per catturare Jarod; in un episodio è arrivato a rapire una donna incinta, che seppellisce viva sottoterra, mentre in un altro episodio rapisce addirittura anche il figlio di Sydney, Nicholas.
Il rapporto con Miss Parker non sembra proprio quello tra fratelli. Miss Parker, infatti, considera Lyle come un nemico, ma nonostante questo vorrebbe potersi fidare di lui, ma capisce di non poterlo fare. Mr. Parker ha tentato più volte di dimostrare alla figlia il cambiamento di Lyle nella terza stagione, cosa che ha portato addirittura Miss Parker, per un po'  di tempo, a considerare l'ipotesi che suo fratello sia realmente cambiato. In realtà Miss Parker avrebbe preferito come fratello Angelo e afferma di considerare Broots un fratello migliore di Lyle.
L'automobile di Mr. Lyle è una Mercedes 500-SL, mentre la sua targa è Lyle-1. Lyle, durante una discussione con Miss Parker, confessa di essere andato a letto con Brigitte, quando lei era sua collaboratrice.

## Biografia del personaggio

### Antefatti
Mr. Lyle è il gemello di Miss Parker, figlio di Catherine Parker e figlio biologico del Signor Raines. Alla nascita, il signor Raines prese il piccolo Lyle con sé e fece sapere a tutti che il bambino era nato morto.
Invece, Lyle venne portato via dal Centro e, successivamente, venne adottato dalla famiglia Bowman i quali gli diedero il nome di "Bobbie" (ovvero Robert). All'età di 18 anni, Bobbie finse la sua morte facendo passare il cadavere di un suo amico (che aveva ucciso e decapitato) per sé stesso e incastrò suo padre adottivo facendolo passare per il colpevole dell'omicidio.
Dopodiché Bobbie fuggì e prese il nome di Lyle e non mancò molto che l'uomo iniziò ad avvicinarsi al Centro e alla sua vera famiglia, seppur inconsciamente. In un periodo imprecisato, Lyle si sposò con una donna asiatica, la quale venne poi uccisa poco dopo il matrimonio. Lyle, tuttavia, sostiene di non essere responsabile della morte della moglie in quanto, al tempo dell'omicidio, i due si erano lasciati da un pezzo.

### Nella serie
Alla sua prima apparizione nel primo episodio della seconda stagione, Lyle prende il comando del Centro dopo che Mr. Parker scompare misteriosamente. Entra ben presto in conflitto con Miss Parker. La donna scoprirà, infatti, che Lyle ha intenzione di prendere il comando sulla missione di cattura di Jarod estromendo sia lei che la sua squadra. Tuttavia, a seguito del ritorno di Mr. Parker, Lyle sarà costretto ad abbandonare la carica di direttore, rimanendo comunque al servizio del Centro come membro alto.
Lyle, successivamente, decide di vendere alcune delle simulazioni di Jarod alla famiglia yakuza (la mafia giapponese), ma viene scoperto dal Signor Raines e da Miss Parker i quali tentano di ostacolarlo.  La donna, quindi, si intromette durante le trattative fra Lyle e la Yakusa e quest'ultima, sentitasi tradita, tenta di uccidere Lyle che riesce, fortunatamente, a sparire dalla circolazione.
In seguito, Lyle riappare mentre è intento ad ottenere, tramite un importante componente di computer, delle informazioni sul computer centrale del Centro, ma viene scoperto ed ucciso da Miss Parker sotto ordine di Mr. Parker. In realtà, in quest'occasione, Lyle finge la sua morte proprio come quando aveva 18 anni e, infatti, Miss Parker se ne accorge grazie ad alcune informazioni dategli da Jarod.
Lyle ricompare a sorpresa tendendo una trappola a Jarod, in modo da catturarlo e riconquistare la fiducia del Centro. Per attirarlo in una trappola l'uomo rapisce la moglie incinta dello sceriffo del posto e la seppellisce viva sottoterra. Come previsto Jarod interviene, stavolta aiutato dal fratello Kyle. Sul posto interviene anche Miss Parker, la quale viene presa in ostaggio da Lyle. Nel corso dello scontro, Lyle uccide Kyle, il quale fa scudo a Jarod, per poi fuggire ancora una volta.
All'inizio della terza stagione, Lyle viene richiamato nel Centro da Mr. Parker e, contemporaneamente, si scopre che è lui il fratello gemello di Miss Parker. Ben presto diviene, quindi, il nuovo candidato alla dirigenza del Centro al posto di sua sorella. Lyle sembra cambiato di carattere e si dimostra più compassionevole e arriva persino a convincere Miss Parker del suo cambiamento. Quando, però, la donna scopre la storia della moglie di Lyle decide di continuare a diffidare del fratello. Nel frattempo, Lyle continua la cattura di Jarod e, pur di catturare il simulatore, arriva anche a prendere in ostaggio il figlio di Sydney, Nicholas, ma nonostante questo non riuscirà nel suo intento.
Lyle riesce, all'inizio della quarta stagione, a deporre Mr. Parker e Mr. Raines e diventare il nuovo capo del Centro, ma solo per un breve periodo. Alla fine della stagione, Lyle si unisce a Mr Parker per prendere il comando assoluto sul Centro, estromettendo Mr Raines.

### Nei film
Nel film Il camaleonte assassino si scopre che Mr. Lyle si è impossessato del pollice del Signor Raines e tenta di uccidere quest'ultimo, non riuscendoci.
Nel secondo film, L'Isola del Fantasma, cambierà idea e deciderà di schierarsi dalla parte del signor Raines, diventando il suo nuovo braccio destro, soprattutto dopo aver scoperto il legame di parentela che lo lega all'uomo.

## Abilità
Lyle è dotato di una grande intelligenza tattica e strategica ed è un esperto in svariate tecniche di spionaggio, molte delle quali apprese nel Centro. Oltretutto è in grado di utilizzare qualsiasi tipologia di arma da fuoco, dimostrando una mira praticamente infallibile. Lyle è anche capace di agire e parlare come un vero e proprio businessman, capace di convincere chiunque di qualsiasi cosa.